# Juan Vargas
Juan C. Vargas, född 7 mars 1961 i National City i Kalifornien, är en amerikansk demokratisk politiker. Han är ledamot av USA:s representanthus sedan 2013.
Vargas avlade 1983 kandidatexamen vid University of San Diego, 1987 kandidatexamen vid Fordham University och 1991 juristexamen vid Harvard Law School.
I kongressvalet 2012 besegrade Vargas republikanen Michael Crimmins och efterträdde sedan Bob Filner som kongressledamot.